# 飯山茂
飯山 茂（いいやま しげる、1923年（大正12年）10月11日 - 2004年（平成16年）11月12日）は、日本の元陸軍軍人及び陸上自衛官。第15代東部方面総監。

## 人物
鹿児島県出身。情報畑の人物であり、在ソ連日本国大使館（モスクワ）付防衛駐在官時には喫茶店の窓から列車の動きを監視し、ただならぬ荷物（戦車であった）を載せた列車が走っていくのを見てソ連のチェコ侵攻を予測し、いち早く日本に打電したという逸話が残っている。
宮永スパイ事件の責任を取って辞職した永野茂門陸上幕僚長の後任には、東部方面総監であった飯山茂も候補の一人であったといわれるが、飯山の陸幕2部長時代の部下が宮永に機密を漏洩した人物であったことから陸幕長への道を閉ざされ、永野の辞任後の7月に退官した。

## 経歴
- 1942年（昭和17年）7月：陸軍士官学校に入校。
- 1944年（昭和19年）4月：陸軍士官学校（57期）を卒業し、陸軍少尉に任官。
- 1945年（昭和20年）8月：終戦。最終階級は陸軍中尉、肩書は陸軍予科士官学校生徒隊第26中隊区隊長であった。
- 1951年（昭和26年）12月：警察予備隊に入隊（1等警察士）。
- 1966年（昭和41年）
  - 7月1日：1等陸佐に昇任。
  - 9月：在ソビエト日本大使館付防衛駐在官
- 1970年（昭和45年）1月1日：防衛研修所所員[2]。
- 1971年（昭和46年）3月16日：第41普通科連隊長兼別府駐とん地司令[3]。
- 1973年（昭和48年）3月16日：陸将補に昇任、西部方面総監部幕僚副長[4]。
- 1974年（昭和49年）7月1日：陸上幕僚監部第2部長（のちの調査部、現運用支援・情報部長）[5]。
- 1976年（昭和51年）7月1日：陸将に昇任、第8師団長に就任[6]。
- 1978年（昭和53年）7月28日：第15代 東部方面総監に就任[7]。
- 1980年（昭和55年）7月1日：退官[8]。
- 1993年（平成05年）11月3日：勲三等旭日中綬章受章[9]。
- 2004年（平成16年）11月12日：前立腺がんのため神奈川県厚木市の病院にて死去（81歳）[1]。叙・正四位[10]。